# Dacht-i-Navar
Dasht-i-Navar ist eine Vulkangruppe von 15 Lavadomen aus Trachyt, die sich 133 km südwestlich von Kabul in Afghanistan befinden. Der letzte Ausbruch der Vulkane ist unbekannt.
Ein Erdbeben der Stärke 6 fand am Dasht-i-Navar am 6. Oktober 2008 statt.